# Charles Pinet
Pour les articles homonymes, voir Pinet.
Charles Pinet, (Paris, 28 janvier 1867 - 10 août 1932) est un aquafortiste, artiste dessinateur et peintre français.

## Biographie

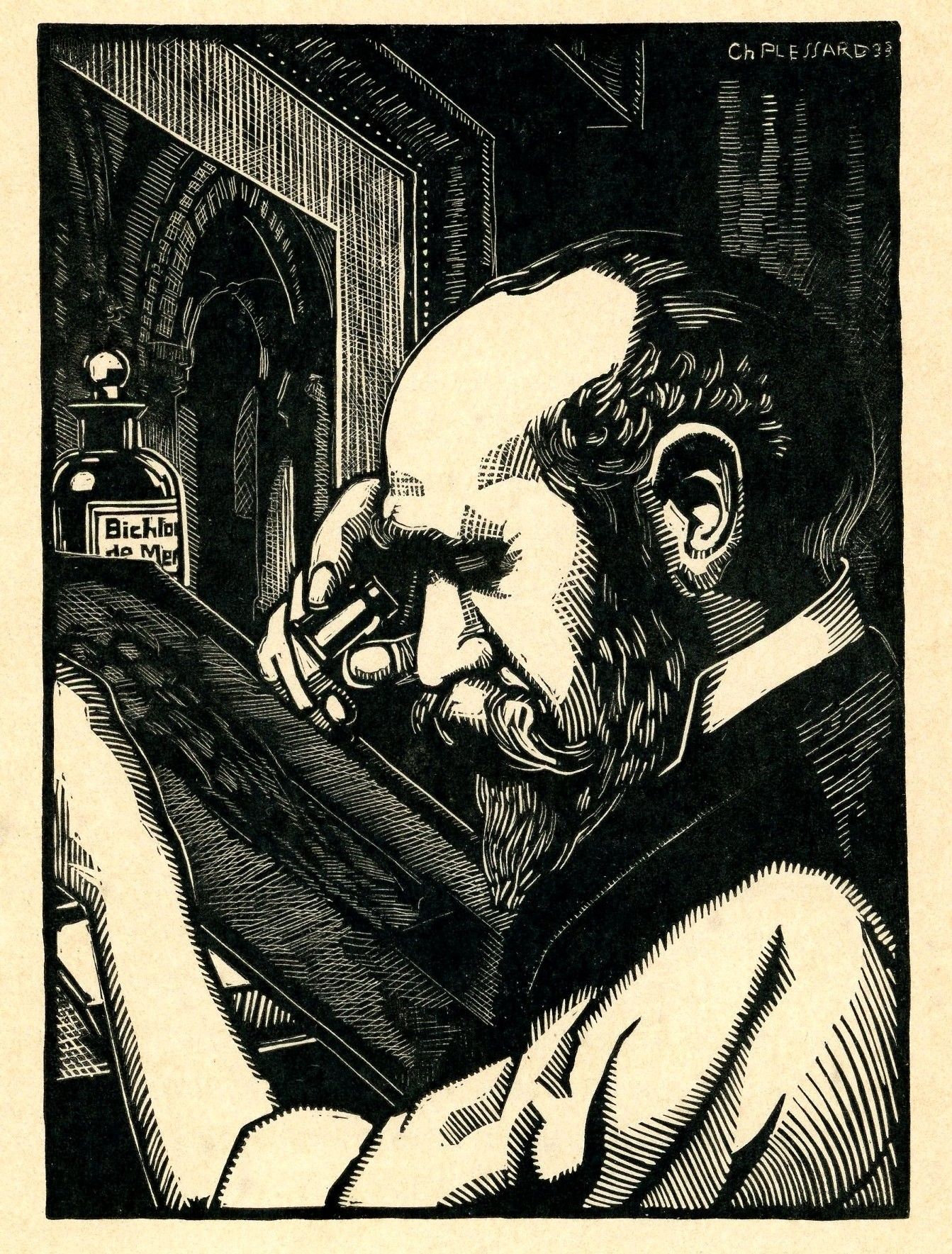
Charles Plessard : Charles Pinet à la pointe sèche, xylographie.

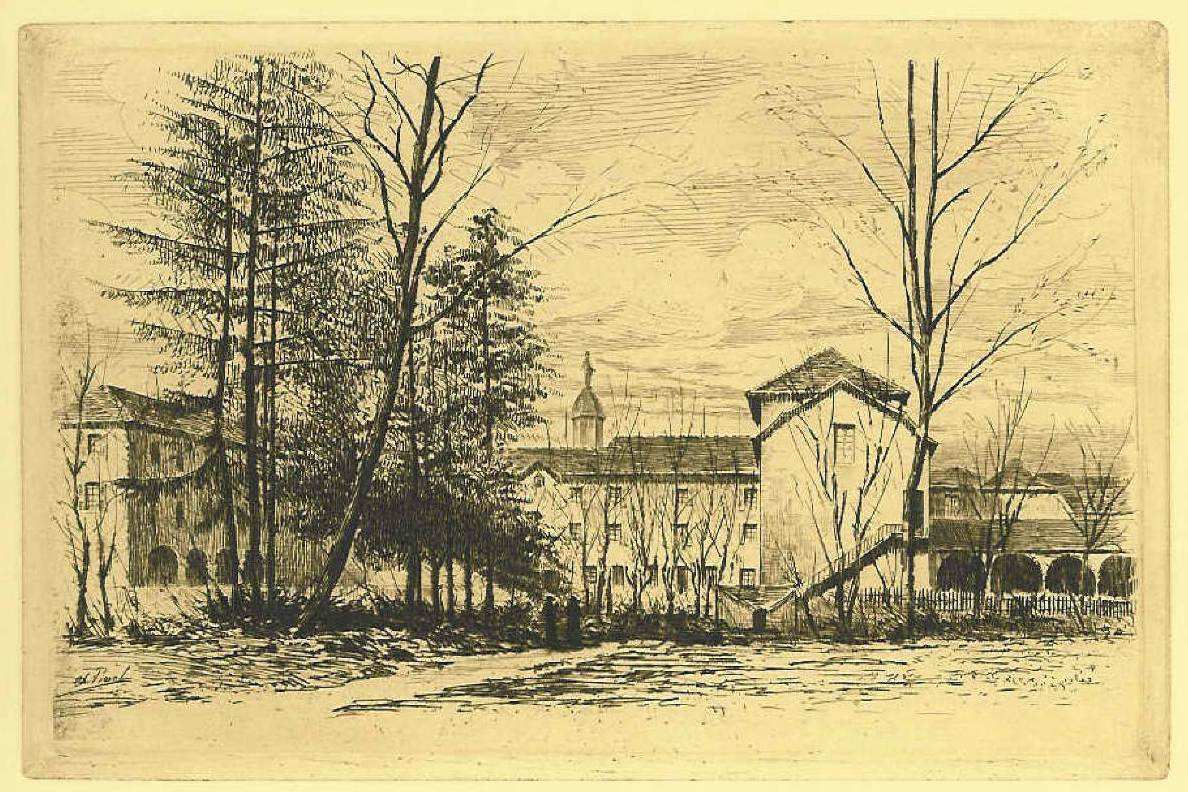
parc du collège de Thoissey (Ain).

Charles Pinet est né à Paris le 28 janvier 1867 d'une famille originaire de Cogny dans le Beaujolais. Sa mère, Marie Lambert, est couturière rue Mazarine. Son père, Étienne Marie Jean Baptiste Stéphane Pinet, reconnaît l'enfant.
Il est pensionnaire au collège de Thoissey, dans l'Ain, jusqu'au baccalauréat.
Il y est initié à la gravure à l'eau-forte par le chanoine Paul Taconnet, professeur de mathématiques et de dessin. Élève de Gustave Moreau, il s'installe à Paris où il se consacre à l'eau-forte.
Il se marie le 9 août 1900 à Paris avec Marguerite Le Maout.
Il meurt le 10 août 1932 et ses œuvres sont données à la ville de Villefranche-sur-Saône. Il possède également une rue à son nom dans cette ville.

## Œuvre
- Des œuvres de jeunesse : Le Vieil Annecy, Croquis et Souvenirs.
- Des menus (gravures), des dessins au crayon gras, des fusains, des aquarelles, des huiles sur toile et sur bois.
- Gravures de copies de dessins d'artistes connus, dont Jean-Baptiste Camille Corot et Honoré Daumier.
- Production de séries de cartes postales (format 8 × 13 cm) sur Rouen, Strasbourg, Colmar, Trianon dans le parc du château de Versailles, et surtout Paris (plusieurs séries identifiées « LA SEINE À PARIS », « PARIS » et « CH. PINET, SCULP. »).
- Production d'eaux-fortes de moyen ou grand format sur les villes françaises, particulièrement Paris, où il se spécialise dans des œuvres monumentales (voûtes d'édifices religieux) qui trouvent leur apogée dans le triptyque composé de trois gravures de verrières en couleur (Chartres, Saint-Germain-des-Prés et Saint-Étienne-du-Mont).

### Catalogue de l'œuvre gravé
- Composé d'eaux-fortes de moyen ou grand format (quelques eaux-fortes de très grand format)

#### Villes étrangères
- Algérie : Rue de la Casbah à Alger
- Belgique : Quai du Rosaire & Béguinage & Hôpital Saint-Jean à Bruges ; Rue Chair et Pain à Bruxelles ; Porte d'Ostende
- Cambodge : Le Temple d'Angkor
- Pays-Bas : Le Port de Dordrecht ; Le Moulin de Haarlem

#### France
- Arles (Bouches-du-Rhône) : cloître Saint-Trophime
- Auxerre (Yonne) : vieux quartier Saint-Germain, portique Renaissance église Saint-Pierre
- Bayeux (Calvados) : vieille maison du XIVe siècle
- Brou (Eure-et-Loir) : le mausolée de Marguerite d'Autriche
- Caen (Calvados) : rue et église Saint-Jean
- Chartres (Eure-et-Loir) : cathédrale, déambulatoire, Notre-Dame-du-Pilier, verrières ; vue sur l'Eure, vue de la Porte-Guillaume
- Cluny (Saône-et-Loire) : clocher de l'Eau-Bénite
- Dijon (Côte-d'Or) : église Notre-Dame, Hôtel de Ville et Église Saint-Michel
- Dourdan (Essonne) : église vue des Fossés du Château
- Gambaiseuil (Yvelines) : reconstruction de l'église
- Lyon (Rhône)
- Nancy (Meurthe-et-Moselle) : fontaine de Neptune
- Orange (Vaucluse) : le Théâtre Antique
- Le Puy-en-Velay (Haute-Loire) : rue Grasmanent
- Reims (Marne) : Notre-Dame, la Reine des Cathédrales
- Rouen (Seine-Maritime) : cathédrale, palais de Justice, re Damiette, rue Saint-Romain, la Grosse Horloge (= Le Gros-Horloge)
- Saint-Tropez (Var)
- Senlis (Oise) : cathédrale
- Tournoël (Puy-de-Dôme)
- Tours (Indre-et-Loire) : rue du Change
- Verdun (Meuse) : le port et la Porte-Chaussée
- Villefranche-sur-Saône (Rhône) : cathédrale

##### Alsace
- Colmar (Haut-Rhin) : Cathédrale (= Collégiale Saint-Martin), Maison Pfister, Rue des Marchands (en direction de la Maison Pfister, en direction du Kaufhaus)
- Eguisheim (Haut-Rhin)
- Obernai (Bas-Rhin)
- Riquewihr (Haut-Rhin)
- Strasbourg (Bas-Rhin) : plusieurs vues du quartier de La Petite France (une vue est intitulée à tort La Petite Venise), anciennes tanneries, rue du Bain aux Plantes, Cathédrale vue de la Rue Mercière, Cathédrale Porte Saint-Laurent, Cour du Corbeau
- Thann (Haut-Rhin) : La Vieille Tour

##### Paris
- 1er arr. : Église Saint-Germain-l'Auxerrois, La Sainte Chapelle, Le Pont Neuf
- 3e arr. : Saint-Martin-des-Champs
- 4e arr. : Notre-Dame de Paris, Église Saint-Gervais
- 5e arr. : Saint-Séverin, Saint-Étienne-du-Mont, Montagne Sainte-Geneviève
- 6e arr. : Saint-Germain-des-Prés, École de Médecine
- 8e arr. : La Madeleine, Le Marché aux Fleurs, Ruines du Parc Monceau
- 18e arr. : Le Moulin de la Galette

#### Gravures grand format en couleur
- Saint-Étienne-du-Mont
- Saint-Germain-des-Prés
- Les verrières de Chartres

### Catalogue des cartes postales gravées
- Les cartes postales de Charles PINET sont des eaux-fortes de format : 79 × 128 mm, à petites marges gaufrées.

#### Séries province et Versailles (Trianon)

##### Série Rouen (12 cartes numérotées à l'intérieur d'une pochette)
- 1. La Cathédrale
- 2. La Cour d'Albane
- 3. Rue de l'Épicerie
- 4. La Tour de Beurre
- 5. Rue Saint Romain
- 6. L'Église Saint-Maclou
- 7. Rue du Gros Horloge
- 8. Fontaine du Gros Horloge
- 9. Le Palais de Justice
- 10. Rue Damiette
- 11. Hôtel du Bourgtheroulde (Hôtel de Bourgtheroulde)
- 12. La Fierte de Saint-Romain (fierte = châsse)

##### Série Strasbourg (12 cartes numérotées à l'intérieur d'une pochette)
- 1. Les Ponts Couverts
- 2. La Cathédrale
- 3. Façade de la Cathédrale
- 4. Chevet de la Cathédrale
- 5. Place du Marché aux Cochons-de-Lait
- 6. Cours du Corbeau
- 7. Pont du Corbeau
- 8. Maison Kammerzell
- 9. La Petite France
- 10. Les Tanneries, Rue du Bain-aux-Plantes
- 11. Rue du Bain-aux-Plantes
- 12. Place du Corbeau

##### Série Colmar (6 cartes numérotées)
- 1. Cathédrale (= Collégiale Saint-Martin)
- 2. Kaufhaus. Fontaine Schwendi
- 3. Maison Pfister
- 4. Maison des Têtes
- 5. Rue des Marchands
- 6. La Petite Venise

##### Série Versailles, Trianon (cartes non numérotées)
- La Tour de Malboroug
- La Maison du Seigneur
- L'Escalier du Moulin
- Le Moulin
- Le Temple de l'Amour

#### Séries Paris

##### Série «La Seine à Paris» (22 cartes numérotées 1 à 22?)
- 1. ...
- 2. Le Louvre et le Pont des Saints-Pères
- 3. Le Pont de la Concorde
- 4. Institut et Square du Vert-Galant
- 5. Le Pont Neuf et la Cité
- 6. Le Pont au Change et le Palais de Justice
- 7. Le Pont Neuf sous la Neige
- 8. La tour saint jacques
- 9. Le Pont Neuf de la berge
- 10.Perspective du pont Alexandre ...
- 11. ...
- 12. Pont Royal - Pavillon de Flore
- 13. Quai de Montebello, vu de Notre-Dame
- 14. Le Pont des Saints-Pères pendant une Crue  de la Seine
- 15. Notre-Dame en Hiver
- 16. Inondations de 1910 - Maison des Étudiants
- 17. Paris - Cour de l'École des beaux-Arts
- 18. ...
- 19. Paris & Notre-Dame
- 20. Vue prise du Pavillon de Flore
- 21. Notre-Dame, vue du Pont de la Tournelle
- 22. ...

##### Série «PARIS» (26 cartes numérotées 23 à 48?)
- 23. Boulevard de la Madeleine
- 24. Chapelle du Val-de-Grâce
- 25. Entrée du Musée de Cluny
- 26. ...
- 27. Église Saint-Merri
- 28. Église Saint-Eustache, Marché des Halles
- 29. Église Saint-Gervais
- 30. L'Opéra
- 31. La Sainte Chapelle
- 32. ...
- 33. Tombeau de Napoléon Ier aux Invalides
- 34. ...
- 35. Église Saint-Étienne-du-Mont
- 36. Basilique du Sacré-Cœur, le Campanil
- 37. Place du Théâtre-Français
- 38. Statue de Strasbourg par Pradier (Jean-Jacques PRADIER, alias James Pradier, sculpteur français né en 1792 à Genève et mort en 1862 à Bougival)
- 39. Arc de Triomphe de l'Étoile
- 40. Église de Saint-Germain-des-Prés
- 41. Notre-Dame
- 42. Fontaine Médicis
- 43. ...
- 44. Notre-Dame - Les Chimères, le Stryge
- 45. ...
- 46. Saint-Séverin
- 47. Cour du Musée de Cluny
- 48. Notre-Dame vue de la Place Maubert

##### Série «CH. PINET, SCULP.» (Ch. Pinet, sculptor = Ch. Pinet, graveur) (numérotées 1 à 60?)
- 1. Notre-Dame, effet de Lune
- 2. Notre-Dame et le Petit Pont
- 3. Le Pont de l'Archevêché
- 4. La Seine vue des Tours de Notre-Dame
- 5. Chimères de Notre-Dame de Paris ; Effet de Neige
- 6. Saint-Séverin
- 7. Église Saint-Germain-des-Prés
- 8. La Tour Saint-Jacques
- 9. Le Pont Neuf vu de la Berge
- 10. Perspective du Pont Alexandre
- 11. La Tour de l'Horloge
- 12. La Fontaine de Carpeaux, au Luxembourg (Jean-Baptiste Carpeaux, sculpteur, peintre et dessinateur français, est né en 1827 à Valenciennes et mort en 1875 à Courbevoie)
- 13. Avenue de l'Opéra
- 14. Square du Musée de Cluny
- 15. Musée de Cluny
- 16. La Fontaine de Médicis
- 17. Rue de la Montagne-Sainte-Geneviève ; Saint-Étienne-du-Mont
- 18. Le Panthéon, vu de Saint-Étienne-du-Mont
- 19. Le Jubé de Saint-Étienne-du-Mont
- 20. Tombeau de Sainte-Geneviève, Saint-Étienne-du-Mont
- 21. Le Panthéon
- 22. Jardin et Palais du Luxembourg
- 23. La Sainte Chapelle
- 24. Le Pont de la Tournelle
- 25. Pont de l'Estacade
- 26. ...
- 27. Église Saint-Étienne-du-Mont
- 28. La Colonne de Juillet, Place de la Bastille
- 29. Place et église Saint-Sulpice (Église Saint-Sulpice)
- 30. La Grand Nef de Notre-Dame de Paris
- 31. Basilique du Sacré-Cœur, vue de la rue de la Barre
- 32. Rue des Saules à Montmartre
- 33. La Cité
- 34. Arc de Triomphe de l'Étoile
- 35. Statue de Jeanne d'Arc par Frémiet (Emmanuel Frémiet, sculpteur français, est né en 1824 et mort en 1910 à Paris)
- 36. Moulin de la Galette à Montmartre
- 37. ...
- 38. ...
- 39. Église de Saint-Nicolas-du-Chardonnet (Église Saint-Nicolas-du-Chardonnet Paris 5e)
- 40. Rue des Archives ; Porte de l'Hôtel d'Olivier de Clisson
- 41. Rue Vieille du Temple et des Francs Bourgeois
- 42. La Seine, vue du Pont de la Concorde
- 43. Hôtel Colbert, Rue de la Bûcherie (à Paris 5e, donnant sur le Port aux Bûches)
- 44. Le Stryge. Célèbre Chimère de Notre-Dame
- 45. Dôme des Invalides
- 46. Notre-Dame de Paris
- 47. ...
- 48. Tour Eiffel
- 49. Église Saint-Sulpice, rue du Vieux-Colombier (Église Saint-Sulpice)
- 50. Parc Monceau. Les Ruines
- 51. ...
- 52. Chimères - Notre-Dame de Paris
- 53. Hôtel de Ville
- 54. Le Pont Neuf - Le Louvre
- 55. Notre-Dame de Paris - Gargouilles
- 56. Pont Royal - Pavillon de Flore
- 57. ...
- 58. Hôtel de Sens
- 59. Basilique de Sainte-Clotilde
- 60. L'Institut

##### Cartes postales «inclassables»
- --. Tour et Église Saint-Germain-l'Auxerrois (cette carte postale est inclassable car elle ne comporte pas de numéro, n'a pas de libellé en bas à gauche et, par contre, a le libellé : "EAU FORTE ORIGINALE PAR CH. PINET" en bas à droite)
- 16. Porte Saint-Denis (cette carte postale porte le numéro 16 et les libellés "PARIS" en bas à gauche et "EAU-FORTE PAR CH. PINET" en bas à droite)
- 1. L'accordée de village (d'après GREUZE, carte numérotée 1)
- --. Bonne année 1920
- --. Le coq national